# Christoffel van Swol
Christoffel van Swol (Amsterdam, 25 april 1668 - Batavia, 12 november 1718) was voor de Vereenigde Oostindische Compagnie (VOC) gouverneur-generaal van Nederlands-Indië.
Van Swol was de zoon van postmeester Herman Stoffelsz. van Swol, een kunstverzamelaar, woonachtig op de Amsterdamse Herengracht 413 en in het bezit van een schilderij van Johannes Vermeer, de Allegorie op het Geloof, op 22 april 1699 geveild. Christoffel van Swol reisde in 1683 naar Batavia. In 1700 werd hij benoemd in de Raad van Indië en protesteerde bij de benoeming van Joan van Hoorn als gouverneur-generaal. Op de dag van overlijden van Abraham van Riebeeck werd hij benoemd tot opvolger, met de kleinst mogelijke meerderheid (zeven van de twaalf stemmen). Van Swol had een lastig karakter, was lichtgeraakt en ongelooflijk koppig. De Amsterdammers steunden Abraham Douglas, de Zeeuwen Van Swol, die in de archipel streed tegen corruptie. Hij vond dat het gebied veel te groot was om te besturen en verzette zich tegen uitbreiding van het territorium van de VOC. Nieuwigheden als de introductie van de koffiecultuur konden niet op zijn steun rekenen. Hendrick Zwaardecroon, met wie hij daarover ruzie had, werd benoemd tot zijn opvolger.

## Bron
- Stapel, F.W. (1941) Gouverneurs-Generaal van Nederlandsch-Indië.